# Saint-Antoine-de-Ficalba
Saint-Antoine-de-Ficalba é uma comuna francesa na região administrativa da Nova Aquitânia, no departamento Lot-et-Garonne. Estende-se por uma área de 10,9 km². Em 2010 a comuna tinha 730 habitantes (densidade: 67 hab./km²).